# 周應中
周應中（1540年—1629年），字正甫，號寧宇，順天府府軍衛籍浙江會稽縣人，明朝政治人物。

## 生平
隆慶四年（1570年）庚午科順天府鄉試第二十六名舉人，隆慶五年（1571年）聯捷辛未科三甲二百六十八名進士。刑部觀政，初授元氏縣知縣，萬曆元年（1573年）调真定縣（今河北正定）知县。任职期间，将真定城由土城改建为砖城，并主修《真定县志》。因事触怒巡抚孫丕揚，想要以贪污罪將他治罪，但因周是张居正门生，只是在萬曆五年（1577年）將他調任湖廣崇陽縣，之後主持编纂《万历戊寅崇陽志》，翌年成书。萬曆六年（1578年），升崇府审理正。八年考察去職。萬曆十九年（1591年），奉旨起为曲沃知县，補直隸曲周縣知縣。不數月，陞河間府同知，連擢山西潞安兵備僉事。復因剛正執法，遭排擠去職。
萬曆三十年(1602年)十二月，再起為湖廣荊南道佥事。三十三年十一月擢光祿少卿，將大用之，竟遭陷搆。三十五年正月因考察调簡，自此無意仕途。晚年德盛禮恭，高壽九十，預告歸期而逝。

## 著作
著《風憲錄》行於世。

## 紀念
明末大儒劉宗周撰有<光祿寺少卿周寧宇先生行狀>，盛讚其體道有得，殆邵雍、周敦頤之流，非近世儒者可比。

## 事迹
周应中为张居正門生，在张死後力辨云：「臣为张居正门生，素称相知，且受其洗拔，何尝有隙？臣死不敢诬地下。」

## 家族
曾祖父周玘；祖父周拱；父周珊，母王氏。具庆下。兄允中。弟時中、用中。